# Liste der Einträge im National Register of Historic Places im Miller County (Missouri)

Lage des Miller County in Missouri

Die Liste der Einträge im National Register of Historic Places im Miller County in Missouri führt die Bauwerke und historischen Stätten im Miller County auf, die in das National Register of Historic Places aufgenommen wurden.

## Legende
| NRHP | Historic Place    |
| HD   | Historic District |

## Aktuelle Einträge
| [ 3 ] | Name                                                        | Bild                                                        | Eintragsdatum        | Lage                                                                                       | Ort           | Beschreibung |
| ----- | ----------------------------------------------------------- | ----------------------------------------------------------- | -------------------- | ------------------------------------------------------------------------------------------ | ------------- | ------------ |
| 1     | Bagnell Dam and Osage Power Plant                           | Bagnell Dam and Osage Power Plant                           | 2008 ID-Nr. 08000822 | 617 River Road 38° 12′ 14″ N, 92° 37′ 27″ W                                                | Lake Ozark    |              |
| 2     | Boeckman Bridge                                             |                                                             | 1979 ID-Nr. 79001382 | Brücke südöstlich von St. Elizabeth über den Big Tavern Creek 38° 13′ 35″ N, 92° 14′ 23″ W | St. Elizabeth |              |
| 3     | Iberia Academy and Junior College                           |                                                             | 1980 ID-Nr. 80002379 | Kreuzung von MO 17 und MO 42 38° 5′ 25″ N, 92° 17′ 48″ W                                   | Iberia        |              |
| 4     | Lake of the Ozarks State Park Highway 134 Historic District | Lake of the Ozarks State Park Highway 134 Historic District | 1985 ID-Nr. 85000533 | Westlich von Brumley entlang der MO 134 38° 6′ 37″ N, 92° 34′ 0″ W                         | Brumley       |              |
| 5     | Olean Railroad Depot                                        |                                                             | 1993 ID-Nr. 93001452 | Main Street östlich der Kreuzung mit der California Street 38° 24′ 38″ N, 92° 31′ 42″ W    | Olean         |              |
| 6     | P.A. Sanning Store                                          |                                                             | 2005 ID-Nr. 05000613 | 256 MO H 38° 18′ 22″ N, 92° 21′ 29″ W                                                      | Marys Home    |              |
| 7     | Union Electric Administration Building-Lakeside             |                                                             | 1998 ID-Nr. 98000364 | 1 Willmore Lane 38° 12′ 37″ N, 92° 37′ 26″ W                                               | Lakeside      |              |